# Metropolitana di Budapest
La metropolitana di Budapest (in ungherese: budapesti metró) è il sistema di trasporto sotterraneo della capitale dell'Ungheria, Budapest. Comprende quattro linee, ognuna riconoscibile dal numero e dal colore. Quella di Budapest è la metropolitana più antica dopo quella di Londra (1863), con la famosa linea M1 (risalente al 1896 e chiamata "Földalatti", ovvero "(ferrovia) sotterranea") che è stata dichiarata patrimonio dell'umanità nel 2002.

## Storia

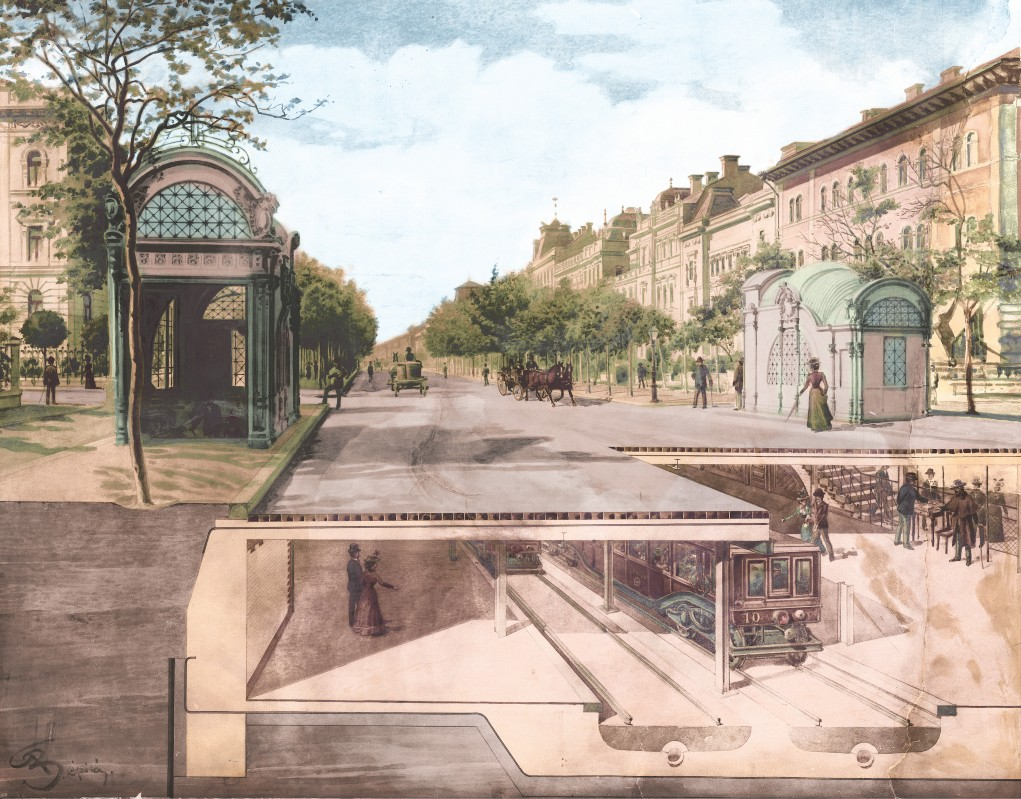
Linea M1 su viale Andrássy

La prima linea venne ufficialmente approvata dall'Assemblea nazionale nel 1870. I lavori di costruzione, assegnati alla società Siemens & Halske AG e durati dal 1894 al 1896, furono costituiti da scavi in superficie con la tecnica cut and cover grazie all'impiego di 2 000 operai. La linea fu inaugurata alla presenza dell'imperatore Francesco Giuseppe il 2 maggio 1896, anno in cui si celebrava il millesimo anniversario della "conquista della patria" da parte dei magiari. I treni percorrevano il viale Andrássy út nel tratto compreso tra Gizella tér, l'attuale piazza Vörösmarty (in centro) e il parco cittadino Városliget, in direzione nord-est ↔ sud-ovest. Inizialmente la lunghezza del tracciato era di 3,7 km, fintanto che nel 1973 non ci fu l'apertura ufficiale di un nuovo tratto esteso fino all'odierno capolinea di Mexikói út.

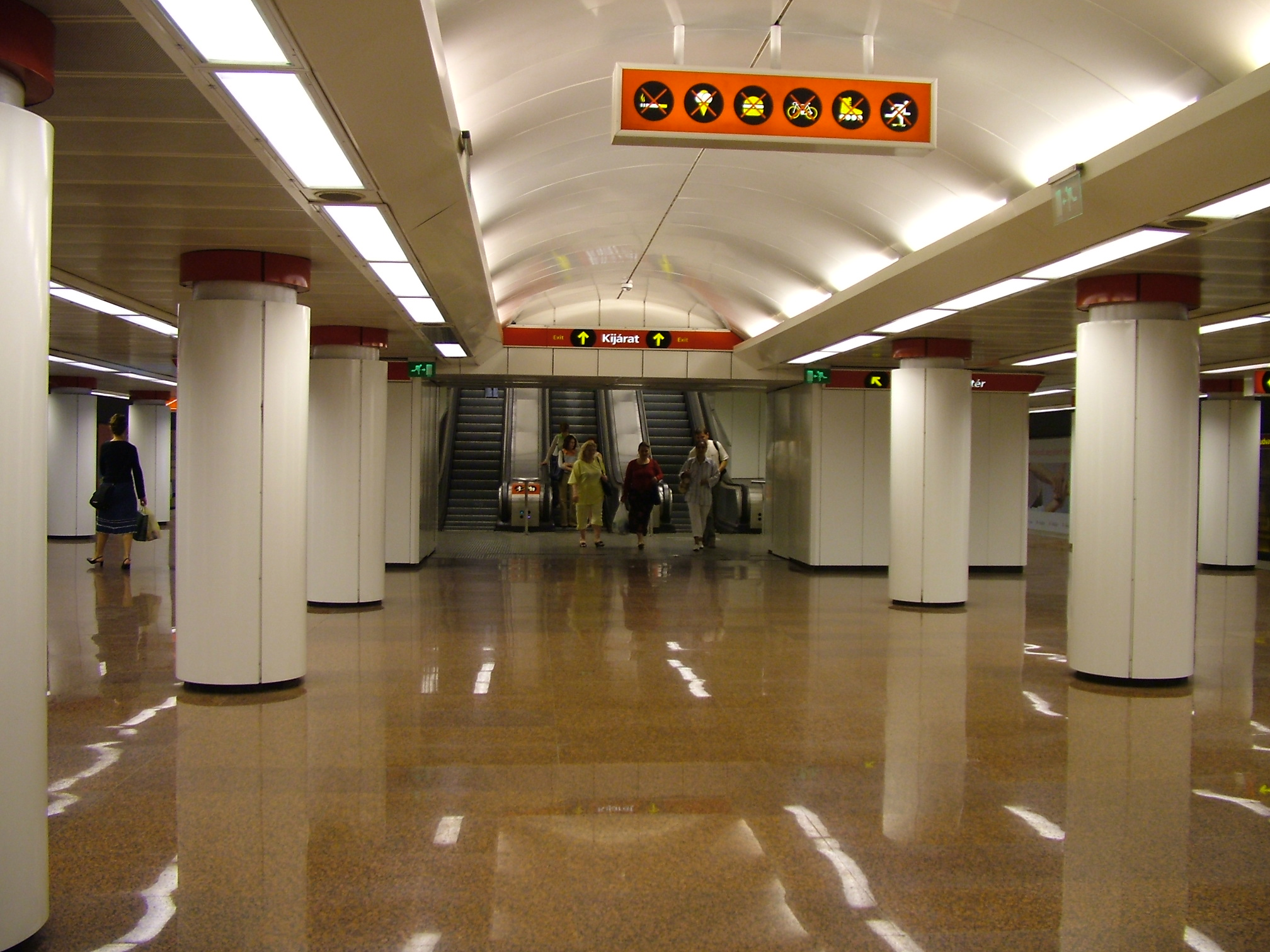
Stazione di piazza Kossuth (linea M2)

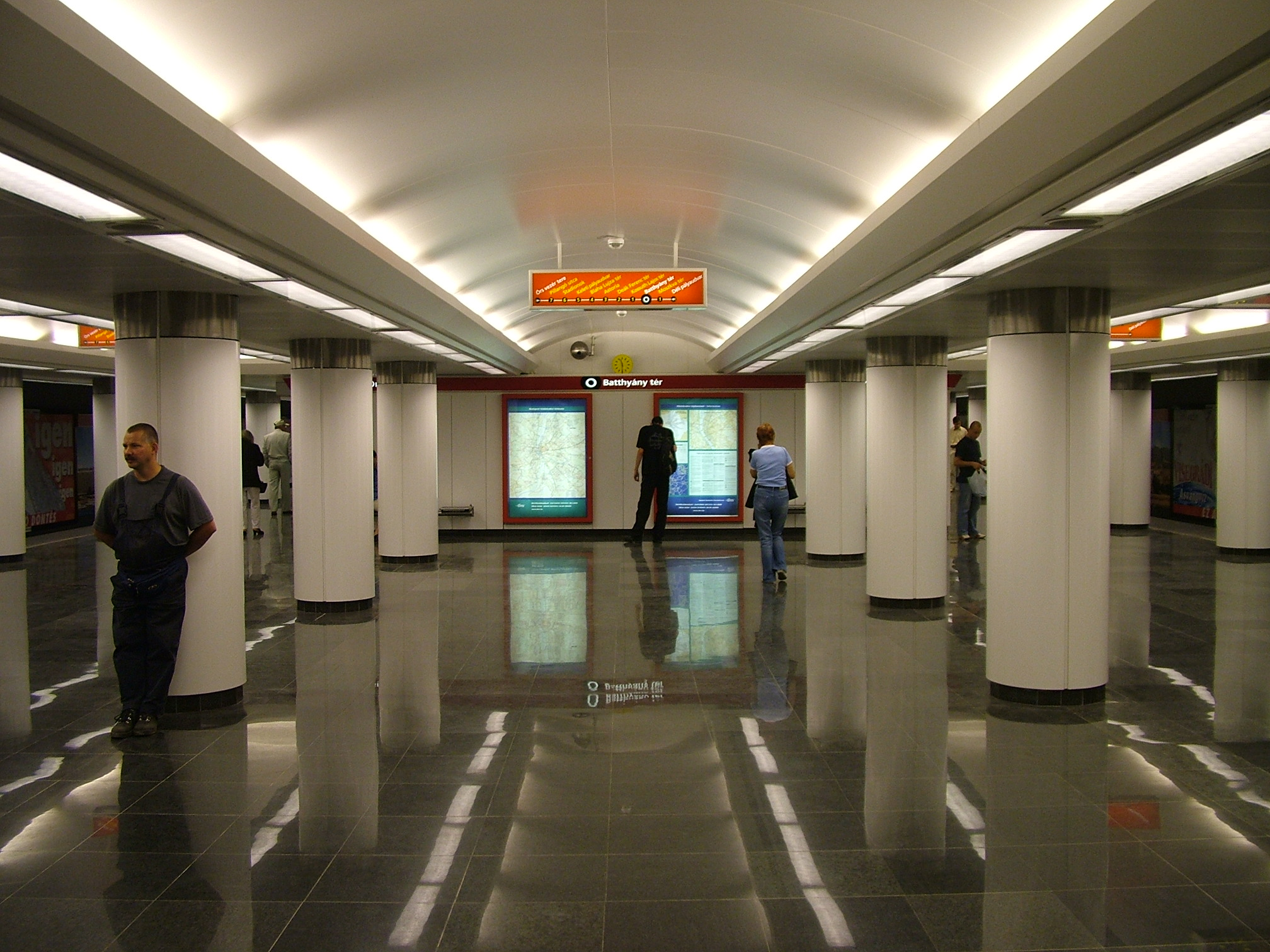
Stazione di piazza Batthyány (linea M2)

I primi progetti per altre due linee furono presentati nel 1942, e il decreto del Consiglio dei ministri ne autorizzò la costruzione nel 1950. Era stato previsto che la linea M2 collegasse le due principali stazioni ferroviarie, Keleti pályaudvar (orientale) e Déli pályaudvar (meridionale). L'inaugurazione era prevista per il 1955, ma la costruzione subì interruzioni a causa di ragioni politiche e finanziarie dal 1954 al 1963. Le sette stazioni furono infine aperte il 4 aprile (una festività comunista) nel 1970. Oggi la linea M2 corre su una traiettoria est↔ovest, ed era l'unica linea a sottoattraversare il Danubio fino al 2014 e a raggiungere Buda (la parte occidentale di Budapest). Esiste una stazione di interscambio con la linea M1 (Deák Ferenc tér), che è in seguito divenuta punto di interscambio anche con la linea M3. La ristrutturazione delle stazioni della linea M2 è stata completata nel 2008. Sono stati installati nuovi ascensori e acquistate nuove carrozze con aria condizionata.
La linea M1 fu sottoposta a un forte rinnovamento dal 1970 al 1973, che incluse la sostituzione del vecchio materiale rotabile. Quando la linea fu riaperta, fu anche invertito il senso di marcia dei treni, che fino ad allora tenevano la sinistra, in modo da uniformarla alle altre linee. Nel 1973 entrambe le linee furono prolungate (la prima di una stazione, la seconda di quattro), così la linea M1 raggiunse l'estensione attuale di 4,4 km e la seconda di 10,3 km. L'Azienda dei Trasporti eseguì l'ammodernamento del 1973, e ancora oggi gestisce la rete. La segnalazione a colori negli schemi delle linee fu introdotta nel 1976, quando fu aperta la prima sezione della linea M3. La prima linea diventò la linea gialla, alla seconda fu assegnato il rosso e alla terza il blu. Il colore verde, già utilizzato per identificare le ferrovie suburbane di Budapest, gestite da HÉV, è stato in seguito usato per contraddistinguere la quarta linea.

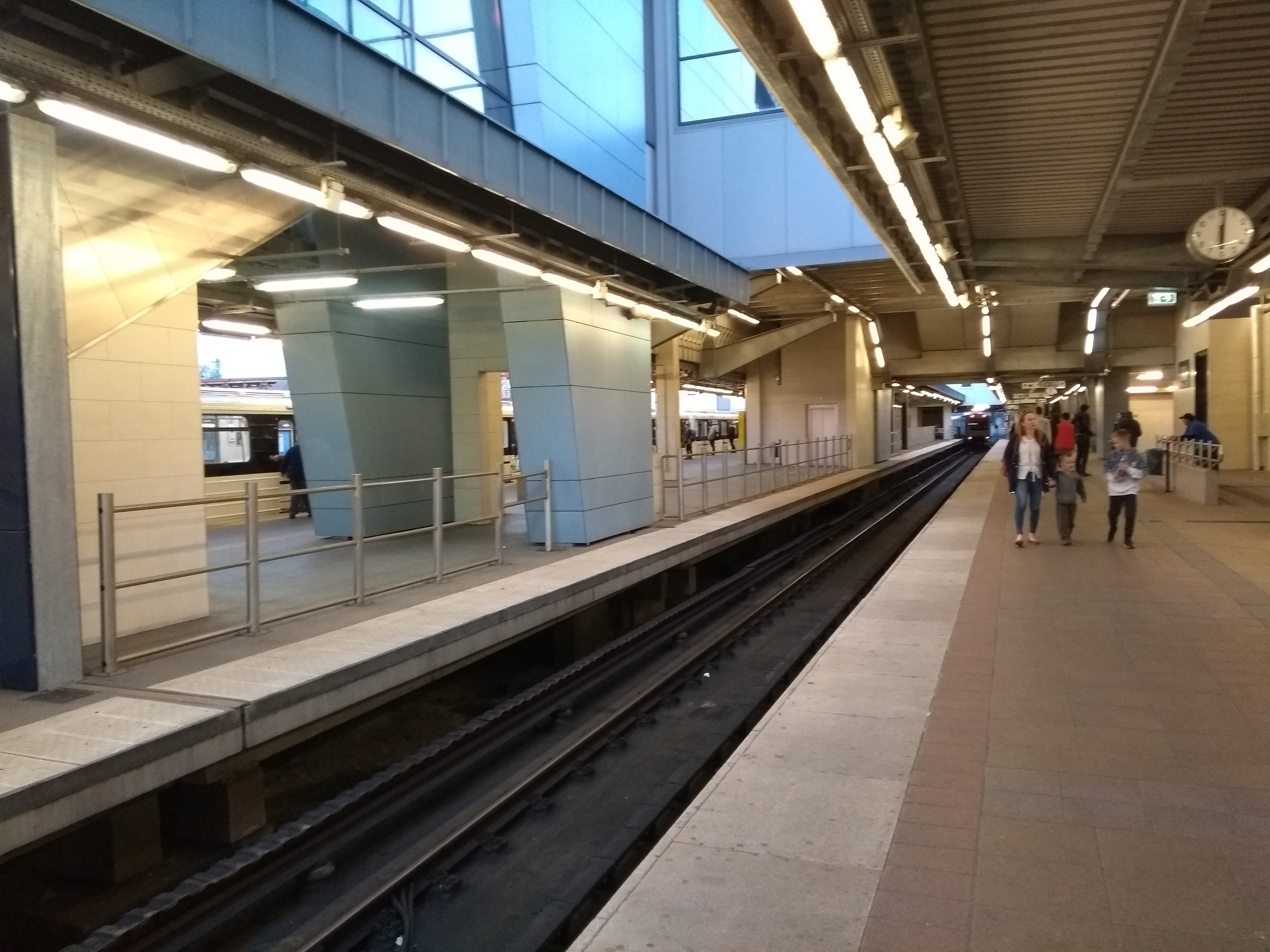
Stazione di Kőbánya-Kispest, capolinea della linea M3

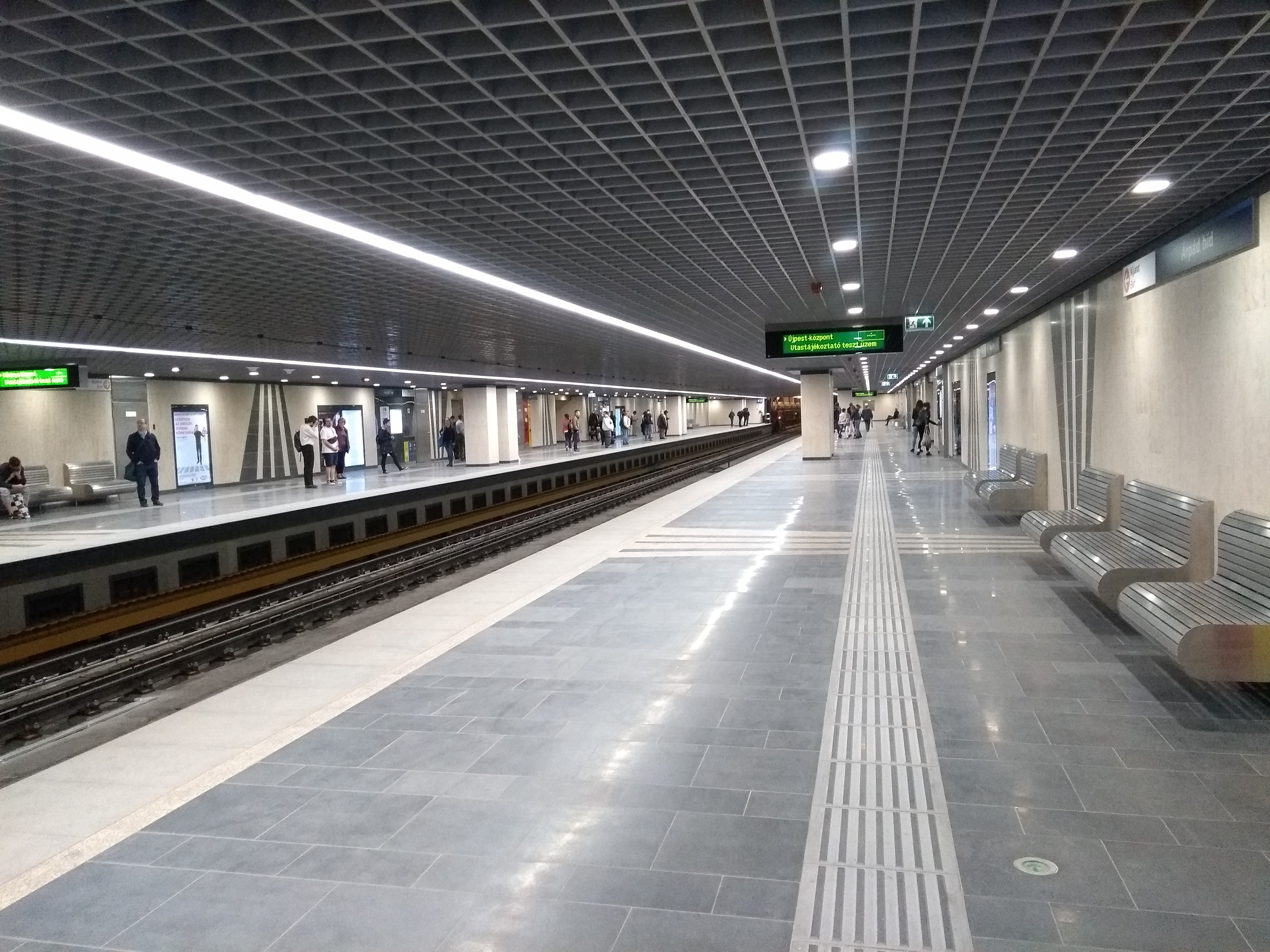
Centro di Árpád Göncz, sulla linea della metropolitana M3

Il primo progetto per la linea M3 fu effettuato nel 1963, e la costruzione ebbe inizio nel 1970. La prima sezione fu aperta nel 1976, quando consisteva di sei stazioni. La parte meridionale fu allungata con altre cinque stazioni nel 1980, mentre la parte nord fu allungata nel 1981, nel 1984 e nel 1990 per un totale di 9 stazioni: la linea raggiunse lo stato attuale di 20 fermate che si estendono per 16,4 km, il che ne fa la linea più lunga di Budapest. La linea M3 corre in direzione nord ↔ sud (più precisamente NNE↔SE).
Un forte progetto di modernizzazione e ristrutturazione dell'intera linea è partita ufficialmente il 4 novembre 2017 con la chiusura della tratta settentrionale, che va dalla stazione Dózsa György út al capolinea nord Újpest-központ con il rifacimento di tutte le stazioni interessate nel tratto sopra citato. Durante il periodo dei lavori l'orario di chiusura è stato anticipato alle 20:30 e nei fine settimana viene effettuata l'intera chiusura della linea; il servizio viene erogato comunque da autobus sostitutivi che effettuano il percorso della linea. La nuova tratta è stata riaperta il 30 marzo 2019 con il cambio nome del capolinea da Újpest-Központ a Újpest-centras, e la fermata Újpest-városkapu in Újpest City Gate. Dopo una breve riapertura completa della linea, i lavori di ristrutturazione sulla sezione meridionale sono iniziati il 6 aprile 2019 andando dalla stazione di Lehel tér fino al capolinea di Kőbanya-Kispest.
Sulla linea M3 dopo un periodo di prove tecniche e collaudi che durava dalla fine del 2016, il 3 aprile 2018 con una cerimonia di Stato le vecchie automotrici sovietiche modello ev3, 81-717 e 81-714 di colore blu sono state mandate in pensione dopo 50 anni di servizio venendo sostituite con la loro versione rinnovata 81-717.2K e 81-714.2K di colore bianco e nero.
Negli anni ottanta e novanta la linea M1 subì diversi processi di ricostruzione. Sul totale di 11 stazioni, 8 sono originali, mentre tre sono state ricostruite. Le fermate risalgono al tempo del millenario, tra cui il pavimento, il rivestimento in ceramica delle pareti, le panchine, le finestre in legno e l'illuminazione. C'è un Museo della metropolitana nel sottopasso di Deák Ferenc tér, dove si possono visionare reperti dell'epoca e rotabili storici.

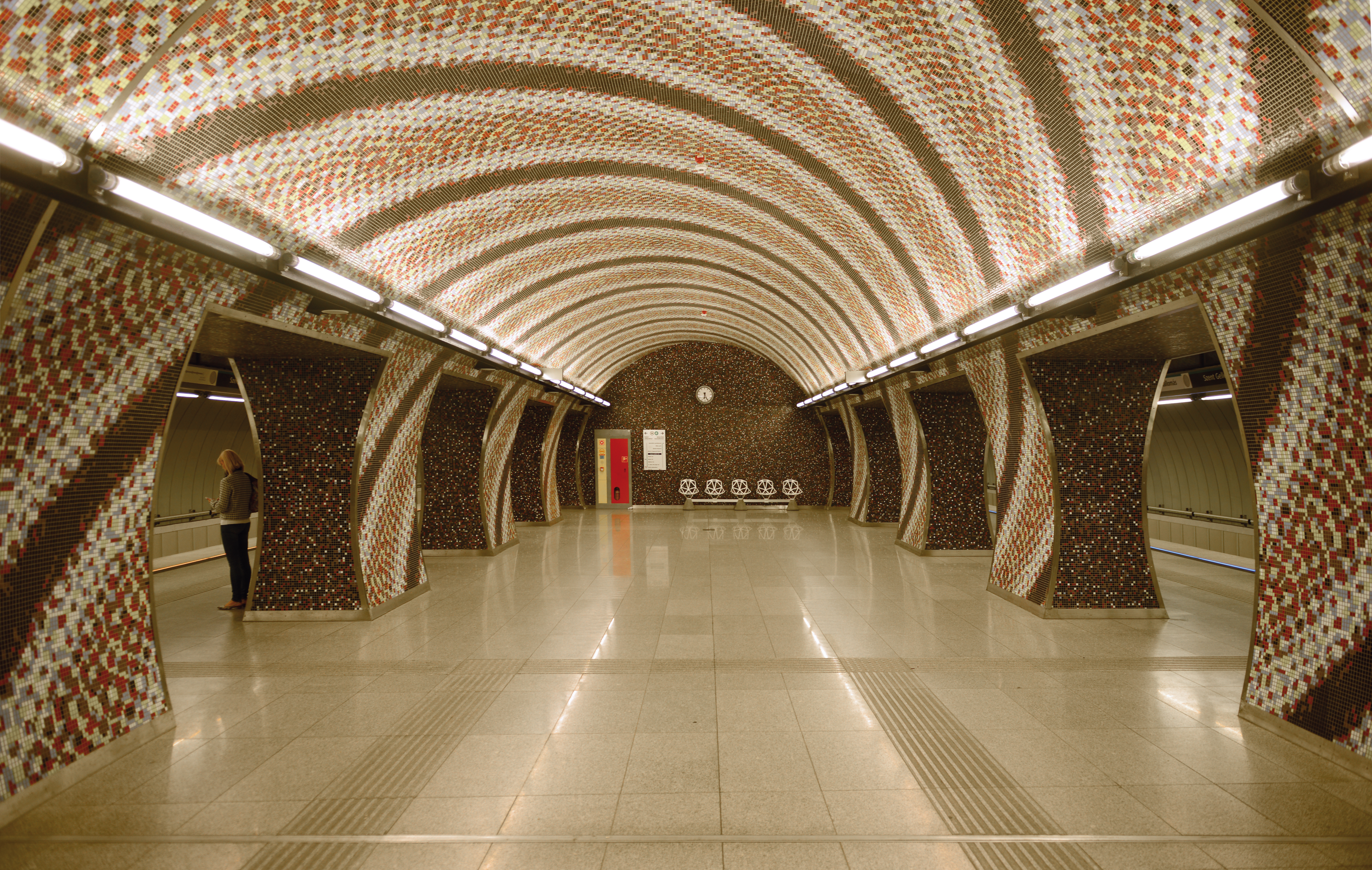
Stazione di Szent Gellért (linea M4)

La linea M4, inaugurata il 28 marzo 2014, ha una storia lunga che risale al 1972. È una metropolitana automatica ed ha due stazioni di interscambio: con la linea M2 è Keleti pályaudvar e con la linea M3 è Kálvin tér. La linea M4 collega la parte sud-occidentale della città a (Buda) con la parte nord-orientale a (Pest). La prima tratta, tra la stazione ferroviaria Kelenföldi e la stazione orientale, per una lunghezza di 7,5 km, è stata completata nel 2014, e comprende un totale di 10 stazioni.
Dal 2002 al 2004 sono stati effettuati preparativi per la linea M4 in via Béla Bartók e in via Fehérvári, insieme al totale rinnovamento delle piazze.
Nel 2005 ha avuto inizio la costruzione a piazza Baross; è stata costruita una nuova uscita, collegante la stazione esistente della linea M2 con la superficie nell'area di un parcheggio. Oltre agli attuali passeggeri trasportati dalla linea M2, è previsto che altre 600 000 persone utilizzeranno la linea M4.
Cronistoria della linea M4
- 27 marzo 2006 – Posata la "prima pietra" per la costruzione della linea[3].
- 15 maggio 2006 – Iniziata la costruzione della stazione Szent Gellért tér.
- 17 luglio 2006 – Iniziata la costruzione della stazione Bocskai út.
- 21 marzo 2007 – Iniziata la costruzione della stazione Népszínház utca.
- 3 aprile 2007 – Iniziata la costruzione dei tunnel.
- 5 aprile 2007 – Iniziata la costruzione della stazione Kálvin tér.
- 28 marzo 2014 – La prima tratta è stata inaugurata.

Nei passati decenni nacquero molte difficoltà a causa delle terme che sorgevano sulla traiettoria progettata (come i bagni termali Gellért). Ci fu un lungo dibattito sul problema della sicurezza della costruzione, oltre che quale percentuale delle spese fosse da addebitare al governo e quale alla capitale e se avessero dovuto essere pagate con i rimborsi dei debiti russi verso l'Ungheria; venne anche discusso se l'itinerario fosse veramente necessario alla città.

## Sviluppi futuri

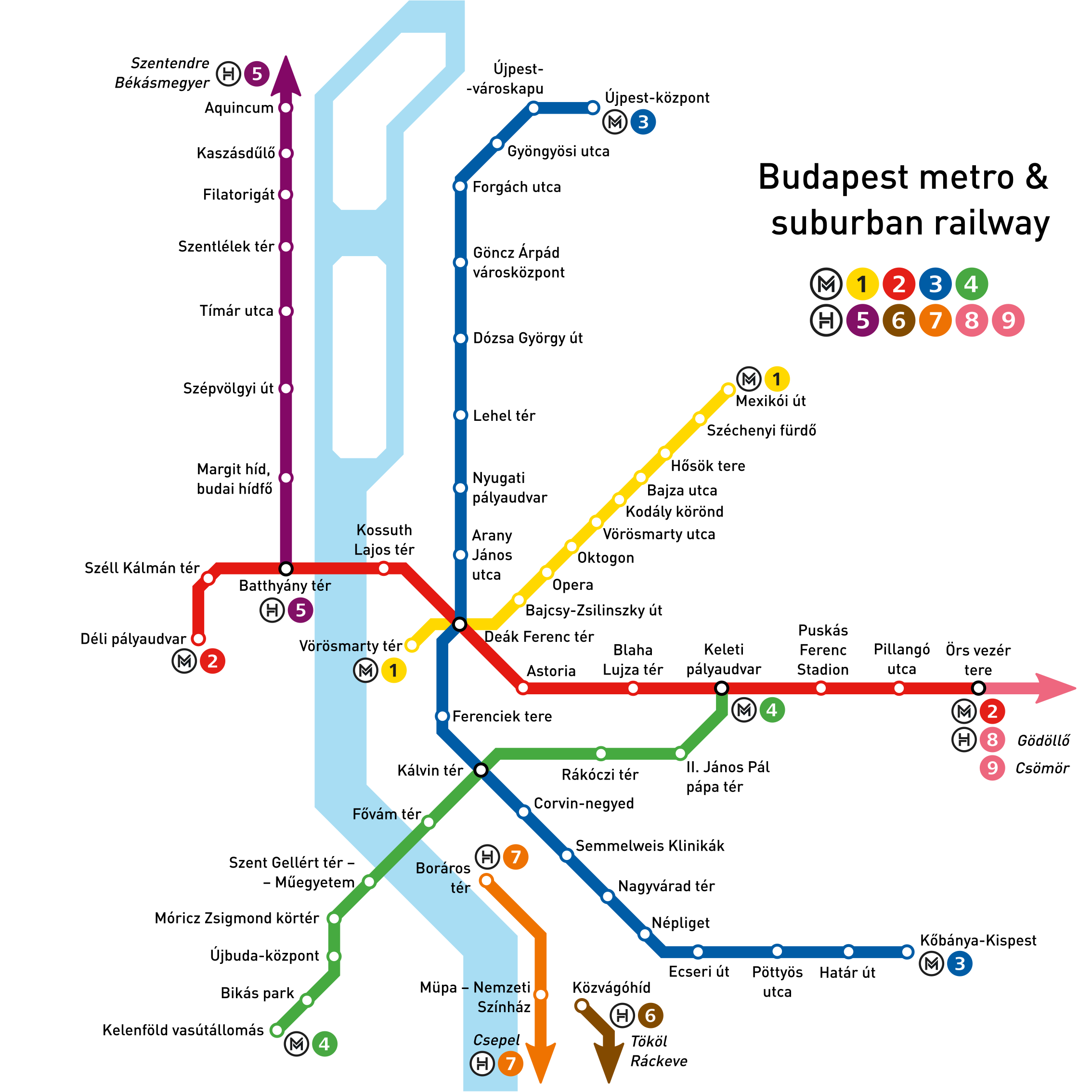
Mappa schematica della metropolitana e delle linee del BHÉV, servizio ferroviario suburbano di Budapest. I due sistemi seguono una numerazione comune

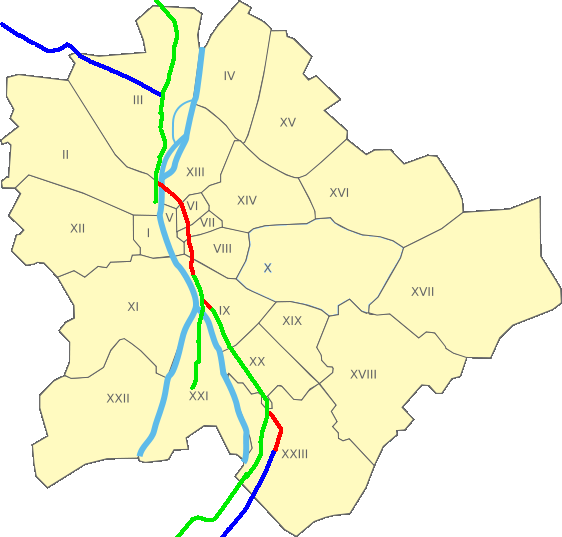
L'ipotizzata linea M5 potrebbe nascere dall'unione (in rosso) e conversione delle già esistenti linee suburbane H5, H6 e H7 (in verde)

### Linea M2
L'Associazione del Trasporto Urbano e Suburbano (Városi és Elővárosi Közlekedési Egyesület) ha presentato un piano per collegare direttamente la linea M2 con l'HÉV a partire da Gödöllő. L'amministrazione cittadina non è però totalmente d'accordo col progetto.

### Linea M3
Esistono progetti di prolungamento della linea M3 verso nord (Káposztásmegyer) e sud-est (Aeroporto Ferihegy). Tale ipotesi di prolungamento verso l'aeroporto è diventata meno prioritaria dopo l'attuazione di altri piani, che hanno realizzato un collegamento ferroviario tra il terminal 1 dell'aeroporto e la stazione ferroviaria ovest. Nel 2014 diversi organi di stampa hanno segnalato le carenze nella sicurezza della linea M3.

### Linea M4
È in progetto una sezione comprendente 4 stazioni, tra la stazione orientale e piazza Bosnyák, per una lunghezza di 3 km.

### Linea M5
La linea M5 è ancora in fase di progettazione preliminare; molto probabilmente correrà lungo il Danubio (attraversandolo in corrispondenza dell'Isola Margherita), collegando le ferrovie suburbane che vanno verso nord con quelle dirette a sud. Non è ancora stata definita la data di inizio dei lavori.

## Utilizzo

### Informazioni generali
Ci sono tre stazioni di interscambio tra le linee: Deák Ferenc tér, Keleti pályaudvar e Kálvin tér, che si trovano nel centro della città.
I biglietti devono essere convalidati all'ingresso presso le macchinette arancioni, prima di poter accedere alla zona interna e devono essere conservati fino all'uscita dalla stazione. Al momento della convalida viene stampata la data e l'orario, insieme al nome della stazione. I biglietti sono controllati occasionalmente dai controllori, che generalmente si posizionano alla fine delle scale ma che possono controllare la validità del biglietto in ogni punto della stazione.
Quasi tutte le stazioni sono accessibili alle persone con disabilità motorie.

### Biglietti e abbonamenti
È disponibile il biglietto singolo che costa 350 fiorini, utilizzabile anche sugli altri mezzi pubblici della città, ma vi sono anche ulteriori biglietti specifici per la metropolitana: esiste un biglietto a sezione, valido per tratte non superiori a tre stazioni, un biglietto di trasbordo, valido per un viaggio con un solo interscambio tra linee e un biglietto a sezione con trasbordo, valido per 5 stazioni incluso un trasbordo. Esistono anche vari tipi di abbonamento, dal giornaliero all'annuale.

### Frequenze
I treni della metropolitana di Budapest effettuano il servizio dalle 4:30 del mattino; l'ultimo treno parte alle 23:10 dal capolinea. Le ore di punta sono considerate dalle 6 alle 8 del mattino e dalle 14 alle 17 nei giorni lavorativi, e in queste fasce i treni passano ogni 2-5 minuti. Le prime e le ultime corse si intervallano invece ogni 5-10 minuti; la vigilia di Natale (il 24 dicembre) i treni effettuano il servizio di solito fino alle 15 e possono verificarsi altre interruzioni in occasione di altre festività; a Capodanno il servizio può essere esteso.

### Museo
Nella stazione principale di interscambio Deák Ferenc tér è situato un Museo della metropolitana dove sono conservati alcuni convogli storici, reperti, fotografie, piantine e biglietti usati nelle varie epoche.

## Caratteristiche e curiosità

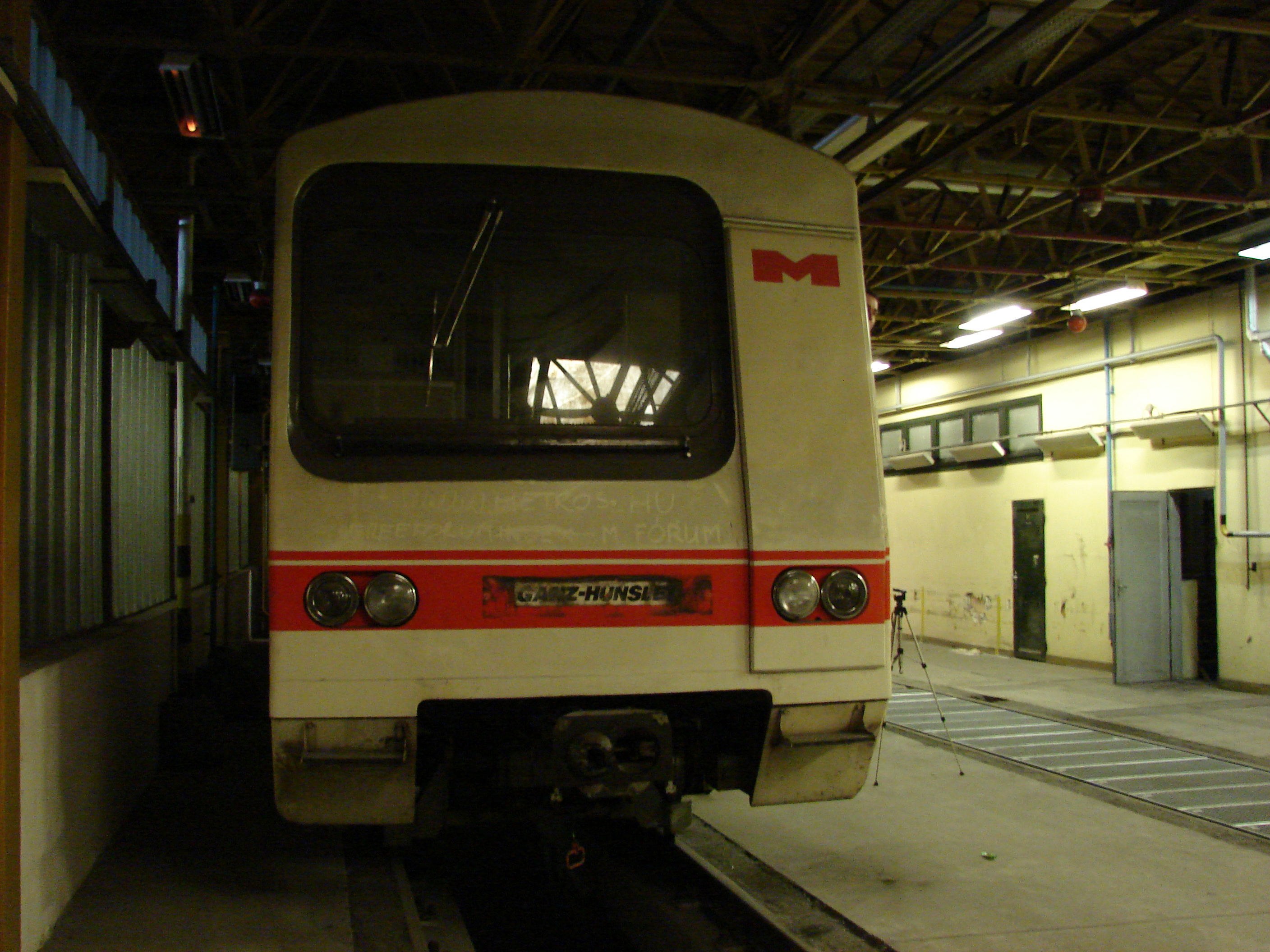
Treno Ganz-Hunslet G2, fabbricato in Ungheria (non in circolazione)

- Sin dall'inizio degli anni 2000, i cellulari funzionano su tutta la rete sotterranea.
- Sulla Linea M3 seppur con una versione rinnovata circolano ancora i vecchi convogli sovietici (come nella metropolitana di Mosca e in alcuni treni delle reti di Praga, Sofia e Varsavia е Yerevan). I treni sono manovrati da una sola persona, che può contare su un programma che controlla la velocità e l'arresto dei treni, riducendo l'attività del manovratore alla semplice apertura e chiusura delle porte. La linea M4 è totalmente automatica, funzionante senza l'ausilio del macchinista a bordo. Sulle linee M2 e M4 circolano i nuovi treni Alstom Metropolis.
- La maggior parte delle stazioni sono sotterranee e possono essere raggiunte con scale o scale mobili (normalmente 3 o 4 per stazione). La linea M1, invece, ha 2 scale per stazione (una per ciascuna direzione).
- La stazione più profonda è Széll Kálmán tér.
- In caso di necessità la metropolitana di Budapest può essere utilizzata come rifugio per 220 000 persone, che possono avvalersi di aria condizionata, acqua potabile (3 litri a persona) e acqua corrente (27 litri per persona al giorno).

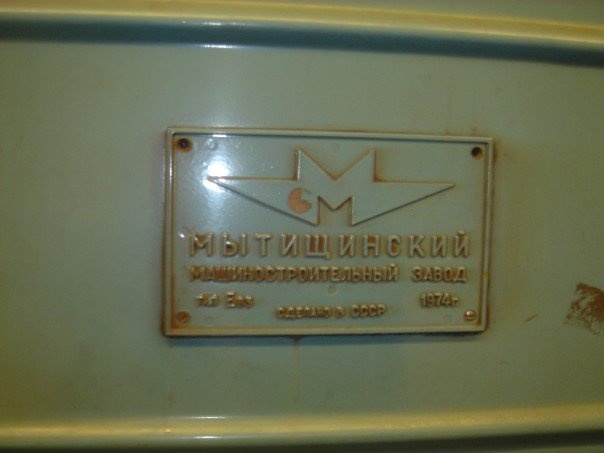
Targa su un treno sovietico a Budapest

- In una scena del film Fuga per la vittoria del 1981 presenta la storica linea 1 della metropolitana come metropolitana di Parigi negli anni '40.
- Un film intitolato Kontroll è stato girato interamente nella metrò di Budapest nel 2003. È stato proiettato al Festival di Cannes e negli Stati Uniti.
- Il film Underworld (2003) comprende alcune scene girate nella metropolitana di Budapest.
- Il film Just Sex and Nothing Else (2005) comprende alcune scene girate nella metropolitana di Budapest.
- Il videoclip Mi fido di te (2005) del cantautore italiano Jovanotti comprende alcune scene girate nella metropolitana di Budapest.
- Il film Atomica bionda (2017) comprende anche scene girate nella metropolitana di Budapest, nella fattispecie mascherata come Metropolitana di Berlino.
- Il film Una luna chiamata Europa (2017) comprende alcune scene girate nella metropolitana di Budapest.
- Il film Black Widow (2021) comprende alcune scene girate nella metropolitana di Budapest.
- Gli ingressi originali della Metropolitana di New York furono progettati seguendo il modello di quelle di Budapest.

## Statistiche
L'intera estensione della rete è di 39,4 km, che comprendono 49 stazioni (di cui tre di interscambio). Nel 2011, 302,5 milioni di persone hanno viaggiato sulla rete, per un ammontare di 829 000 passeggeri al giorno.

## Simulazione per PC
Esiste una simulazione riguardo alla metropolitana di Budapest basata sul programma giapponese Boso View Express. È scaricabile dal sito bvemetro.hu.